# Georg Droege

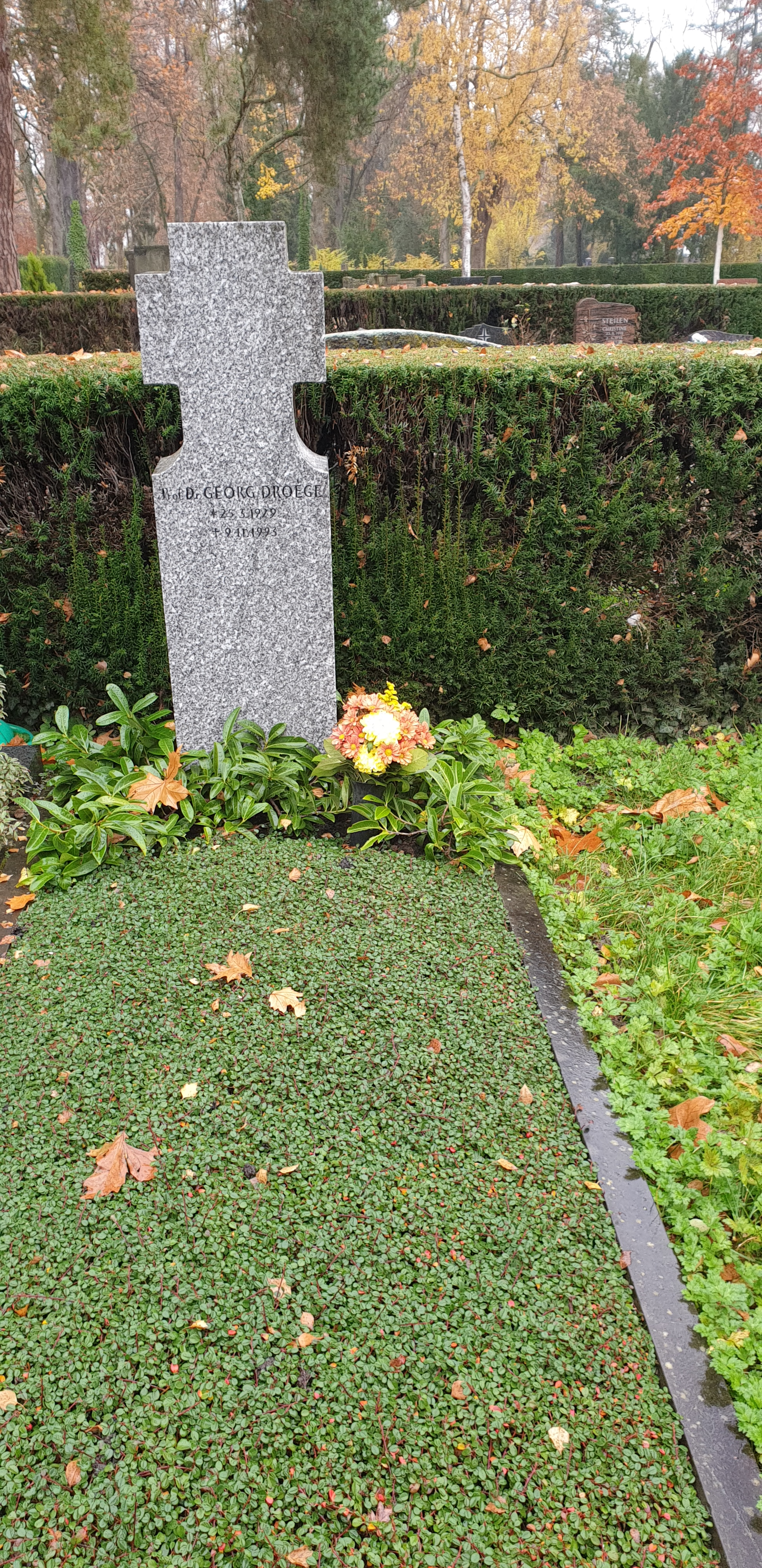
Grabstätte Droeges auf dem Bonner Nordfriedhof

Georg Droege (* 25. März 1929 in Krefeld; † 9. November 1993 in Bonn) war ein deutscher Historiker.

Georg Droege besuchte Schulen in Rheydt, Mönchengladbach und Krefeld. 1947 legte er das Abitur am Ernst-Moritz-Arndt-Gymnasium in Krefeld ab. 1948 begann er das Studium der Geschichte, Latein und Philosophie sowie der Rechts- und Staatswissenschaft an der Universität Bonn. Bei Franz Steinbach wurde er 1955 promoviert über das Thema Verfassung und Wirtschaft in Kurköln unter Dietrich von Moers (1414–1463). Von 1955 bis 1966 war er Assistent am Institut für geschichtliche Landeskunde. Die Habilitation erfolgte 1965 mit der Arbeit Landrecht und Lehnrecht im hohen Mittelalter bei Franz Petri. Am 1. Juli 1966 wurde er zum Diätendozenten ernannt. Es folgten einige Jahre als Privatdozent und Lehrstuhlvertretungen in Münster und Saarbrücken. Vom Sommersemester 1968 bis Sommersemester 1969 hatte er eine Lehrstuhlvertretung für Verfassungs-, Sozial- und Wirtschaftsgeschichte in Bonn inne. 
Am 31. März 1970 wurde er zum außerplanmäßigen Professor ernannt und zum 1. September 1970 auf den Lehrstuhl für geschichtliche Landeskunde sowie Sozial- und Wirtschaftsgeschichte an der neugegründeten Universität Trier berufen. Dort war er in den Aufbaujahren der Universität Dekan des Fachbereichs III (Geschichte, Geographie, Politologie und Soziologie). Nach der Emeritierung von Edith Ennen wurde er 1975 als deren Nachfolger Professor für Mittlere und Neuere Geschichte und Direktor des Instituts für Geschichtliche Landeskunde der Rheinlande an der Universität Bonn. Er blieb in diesen Funktionen bis zu seinem krankheitsbedingten Ausscheiden 1991. Zu seinen akademischen Schülern gehörte Martina Stercken. 
Droege arbeitete schwerpunktmäßig im Bereich der mittelalterlichen Verfassungsgeschichte. Grundlegend wurden die von 1966 bis 1970 verfassten Aufsätze zu den finanziellen Ressourcen des mittelalterlichen Territorialstaates und ihrer Verwaltung: Die finanziellen Grundlagen des Territorialstaates in West- und Ostdeutschland an der Wende vom Mittelalter zur Neuzeit (1966), Die kurkölnischen Rheinzölle im Mittelalter (1966/67), Die Ausbildung der mittelalterlichen territorialen Finanzverwaltung (1970). Droege wurde 1982 korrespondierendes Mitglied der Historischen Kommission für Westfalen. Er war Mitglied der Vereinigung für Verfassungsgeschichte.

## Schriften
- Deutsche Wirtschafts- und Sozialgeschichte. 3., ergänzte und teilweise neu bearbeitete Auflage. Ullstein, Frankfurt am Main u. a. 1979.
- Landrecht und Lehnrecht im hohen Mittelalter. Röhrscheid, Bonn 1969.
- Verfassung und Wirtschaft in Kurköln unter Dietrich von Moers (1414–1463) (= Rheinisches Archiv. Veröffentlichungen des Instituts für Geschichtliche Landeskunde der Rheinlande an der Universität Bonn. Bd. 50). Röhrscheid, Bonn 1957.